# Tsar Samuil
Tsar Samuil (bulgariska: Цар Самуил) är ett distrikt i Bulgarien. Det ligger i kommunen Obsjtina Tutrakan och regionen Silistra, i den nordöstra delen av landet, 280 km nordost om huvudstaden Sofia.
Trakten runt Tsar Samuil består till största delen av jordbruksmark. Runt Tsar Samuil är det ganska glesbefolkat, med 47 invånare per kvadratkilometer.